# Berry Schepers
Berry Schepers (Zwartemeer, 15 juni 1987 – aldaar, 8 juli 2011) was een Nederlandse profvoetballer bij FC Emmen.

## Loopbaan
In het seizoen 2006/2007, onder voormalig trainer Jan van Dijk, mocht hij debuteren tegen FC Zwolle. Na enkele wedstrijden in de hoofdmacht van FC Emmen te hebben gespeeld, tekende hij zijn eerste profcontract. In zijn eerste seizoen speelde hij 12 wedstrijden in de hoofdmacht waar hij vooral als defensieve middenvelder werd opgesteld door van Dijk. Na 2 jaar in de hoofdmacht bij FC Emmen te hebben gespeeld kon hij niet definitief doorbreken en koos hij er voor om terug te gaan naar de amateurs. Hij ging spelen bij SVBO. In de twee seizoenen bij SVBO groeide Berry Schepers uit tot een van de steunpilaren van het elftal. In zijn tweede seizoen was hij tevens aanvoerder.
Sinds het seizoen 2010/2011 speelde Schepers voor de hoofdmacht van MVV Alcides uit Meppel dat uitkomt in de Hoofdklasse van het Amateurvoetbal. Bij Alcides is hij nooit veel aan spelen toe gekomen, daar bij hem de ziekte kanker werd geconstateerd. Deze ziekte kwam Schepers niet meer te boven, hij werd 24 jaar.

## Statistieken
| Seizoen   | Club     | Wedstrijden | Goals |
| --------- | -------- | ----------- | ----- |
| 2006/2007 | FC Emmen | 12          | 0     |
| 2007/2008 | FC Emmen | 5           | 0     |